# Ruppia filifolia
Ruppia filifolia är en natingväxtart som först beskrevs av Rodolfo Amando Philippi, och fick sitt nu gällande namn av Carl Skottsberg. Ruppia filifolia ingår i Natingsläktet och i familjen natingväxter. IUCN kategoriserar arten globalt som otillräckligt studerad. Inga underarter finns listade.